# Rutilus pigus

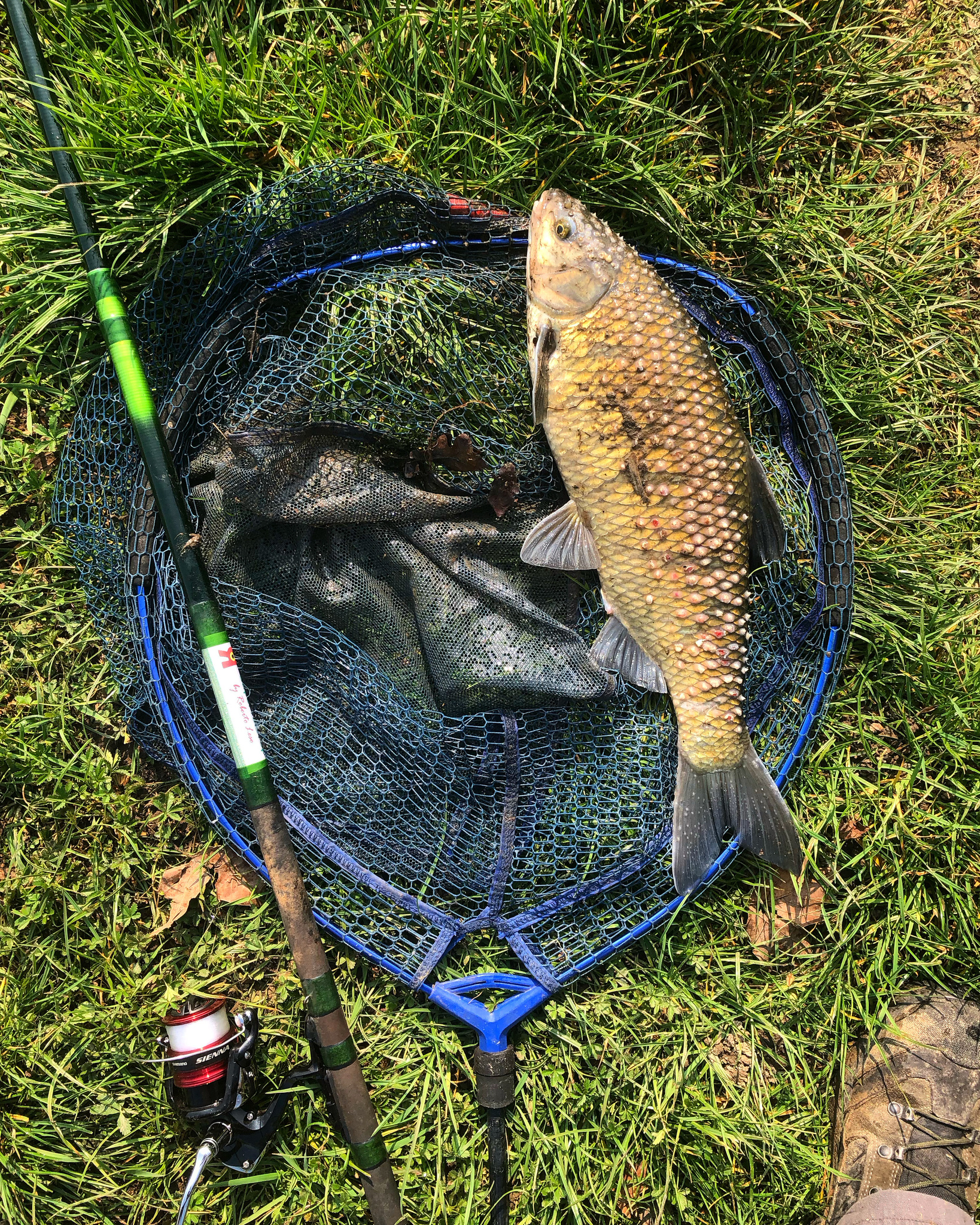
Individuo in frega con i tubercoli nuziali ben evidenti

Il pigo (Rutilus pigus Lacépède, 1803) è un pesce osseo d'acqua dolce appartenente alla famiglia Cyprinidae.

## Distribuzione e habitat
Il pigo è una specie endemica dell'Italia settentrionale, in particolare del bacino idrografico del Po e dei fiumi sfocianti nell'alto mare Adriatico, a partire ad est dal fiume Livenza. Vive anche nei laghi Maggiore, di Lugano e di Como. Risulta introdotto, con risultati di acclimatazione variabili, in Italia centrale sia nel versante tirrenico (fiumi Arno, Ombrone e Tevere) che su quello adriatico nelle Marche (fiume Potenza).
Popola soprattutto i fiumi di medie e grandi dimensioni dove si incontra nei tratti a maggior profondità e a corrente lenta. È presente anche nei grandi laghi subalpini evitando laghetti, stagni e ruscelli a bassa profondità e portata.

## Descrizione
Questo ciprinide presenta un corpo fusiforme ma relativamente alto e compresso lateralmente; gli esemplari di grossa taglia hanno il profilo dorsale nettamente convesso. La testa è conica, di dimensioni relativamente piccole, l'iride è argentata. Il colore è bronzeo con riflessi dorati, le pinne sono scure e le pinne pettorali, le ventrali e l'anale possono avere una colorazione rossiccia che si accentua durante l'epoca degli amori. Le scaglie sono bordate di scuro dando al pesce un aspetto reticolato. Nei grandi esemplari alcune scaglie disposte casualmente prendono una colorazione più scura delle altre conferendo all'animale un caratteristico aspetto a macchie irregolari, tipico della specie. Il maschio nella stagione nuziale presenta vistosi tubercoli nuziali sulla testa e i fianchi fin quasi al peduncolo caudale, sono più grandi che nei ciprinidi affini, appuntiti e disposti in due file irregolari. 
Gli esemplari adulti raggiungono eccezionalmente una lunghezza massima di 45 cm ed un peso di 2 kg. Più comunemente la taglia si aggira sui 25 cm.

## Biologia
La letteratura riporta una massima di 9 anni ma sembra che possano essere raggiunti perfino i 15 anni.

### Comportamento
Gregario, forma banchi di piccole dimensioni.

### Riproduzione
Il periodo riproduttivo è compreso tra i mesi di aprile e maggio. Per la riproduzione vengono effettuate brevi migrazioni per raggiungere i siti riproduttivi, in acque poco profonde. Anche le popolazioni lacustri risalgono gli immissari per la riproduzione. La femmina depone sulle pietre o nella vegetazione sommersa un notevole numero di uova, fino a 6000, che si schiudono dopo una quindicina di giorni. La maturità sessuale viene raggiunta a 3-4 anni nei maschi e a 5 anni nelle femmine, a una lunghezza di circa 30 cm.

### Alimentazione
È onnivoro, si nutre sia di alghe e materiale vegetale che di invertebrati.

## Conservazione
La specie è in regressione anche se alcune popolazioni sembrano in buono stato. Le minacce sono costituite soprattutto dall'introduzione di specie aliene di pesci come l'abramide, la blicca e  il gardon; con l'ultima specie il pigo si può ibridare unendo al pericolo della competizione alimentare anche quello dell'inquinamento genetico. Altre cause di minaccia sono il prelievo di acqua e ghiaia e l'inquinamento che distruggono i letti di frega e la costruzione di sbarramenti come dighe e briglie che impediscono le migrazioni riproduttive. In alcuni ambienti infine la sovrapesca può essere un'ulteriore causa di minaccia. La riproduzione artificiale viene praticata in alcuni impianti allo scopo di liberare i nati negli ambienti aumentando la consistenza delle popolazioni naturali. Visto il decremento della specie, non considerato allarmante, la Lista rossa IUCN classifica questa specie come "a rischio minimo".

## Pesca
Le carni sono tradizionalmente consumate in alcune zone rivierasche, soprattutto lacustri; come la generalità di ciprinidi sono molto ricche di lische. Il valore commerciale è scarsissimo tranne che sul Lago di Como, dove questi pesci  vengono essiccati, salati e pressati in barile, andando a costituire un piatto tipico locale. Per la pesca sportiva rappresenta una tipica preda della passata; le esche impiegate sono le più varie, sia di origine animale (larve, vermi) che vegetale (impasti, frutta, alghe).